# 文化宮駅 (成都市)
文化宮駅（ぶんかきゅうえき、中国語：文化宮站、英語：Culture Palace Station）は中国四川省成都市青羊区にある、成都地下鉄4号線と7号線の駅。工事期間中の仮駅名は「清江路口駅」。

## 概要
この駅は、清江中路と中環路青羊大道段の交差点にあり、2015年12月26日に開業した。駅名は、成都市労働人民文化宮に由来している。駅のテーマは「活力橙」で、成都地下鉄運営有限公司の理念を伝えている。7号線ホームは7号線の標準駅の内装を踏襲しており、テーマカラーは秋を象徴する黄色となっている。

## 歴史
- 2012年4月4日，4号線駅本体工事開始[4]。
- 2013年6月3日，4号線駅本体構造完成[5]。
- 2014年10月24日，7号線駅本体構造完成[6]。
- 2015年12月26日，4号線開業により、駅も開業[2]。
- 2017年12月6日，7号線開業により、駅が正式に開業[7]。

## 駅構造
成都地下鉄4、7号線の乗り換え駅。地下3階、合計2つの島式ホーム構造になっている。7号線プラットホームの総延長は182.9メートル、標準段の幅は22.5メートル、基礎坑の深さは27メートル、本体の建築面積は約10648.35平方メートル、総建築面積は約14761.75平方メートルである。
| 地上      |                                     | 出入口                              |  |
| 地下 一階 | 駅ロビー                            | 安全検査、券売機、駅売店            |  |
| 地下 二階 |                                     | ■4号線 万盛方面 （次の駅:清江西路） |  |
| 地下 二階 | 島式ホーム                          |                                     |  |
| 地下 二階 | ■4号線 西河方面 （次の駅:西南財大） |                                     |  |
| 地下 三階 |                                     | ■7号線 外回り （次の駅:東坡路）     |  |
| 地下 三階 | 島式ホーム                          |                                     |  |
| 地下 三階 | ■7号線 内回り （次の駅:金沙博物館） |                                     |  |

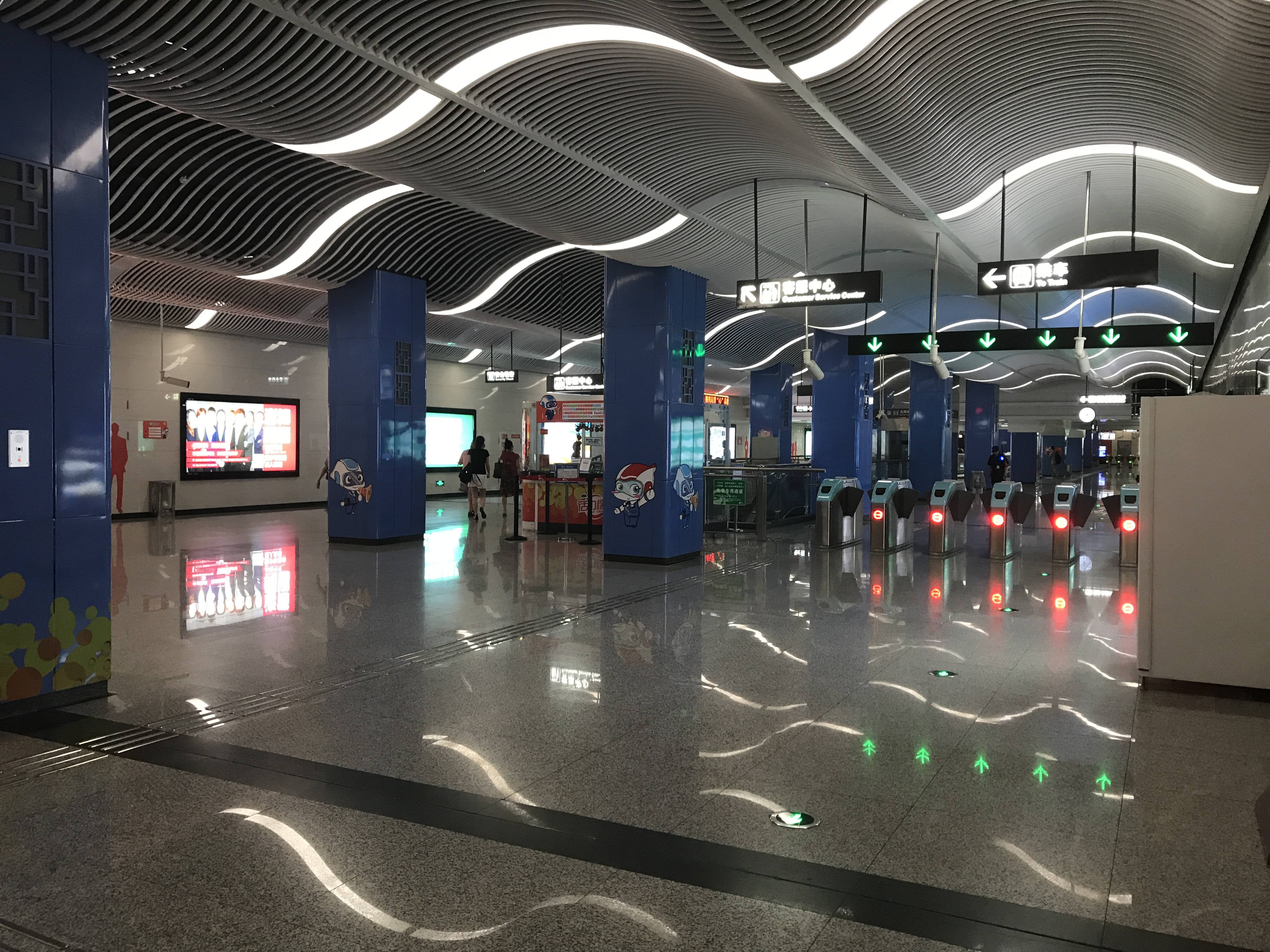
駅改札
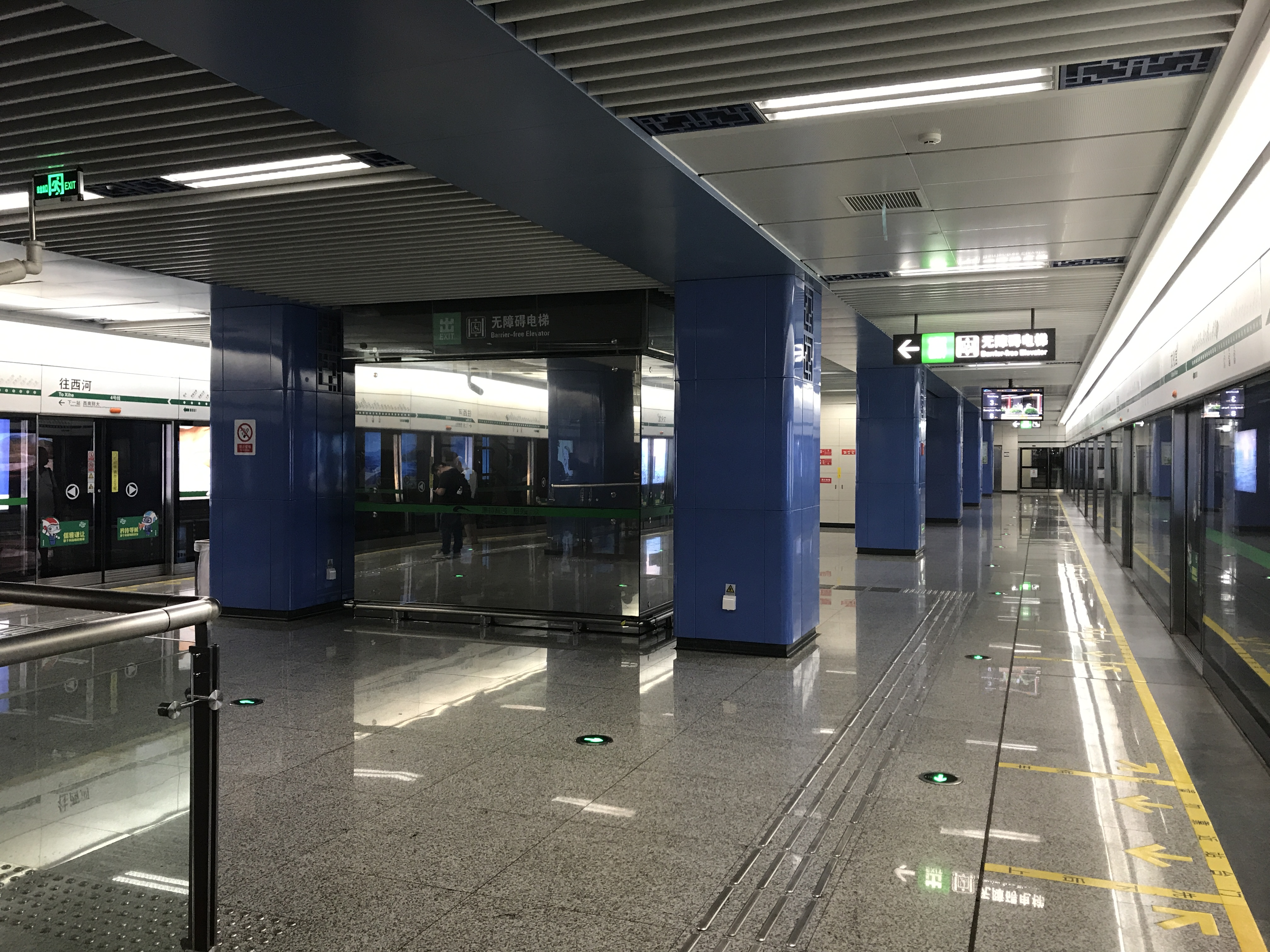
4号線ホーム
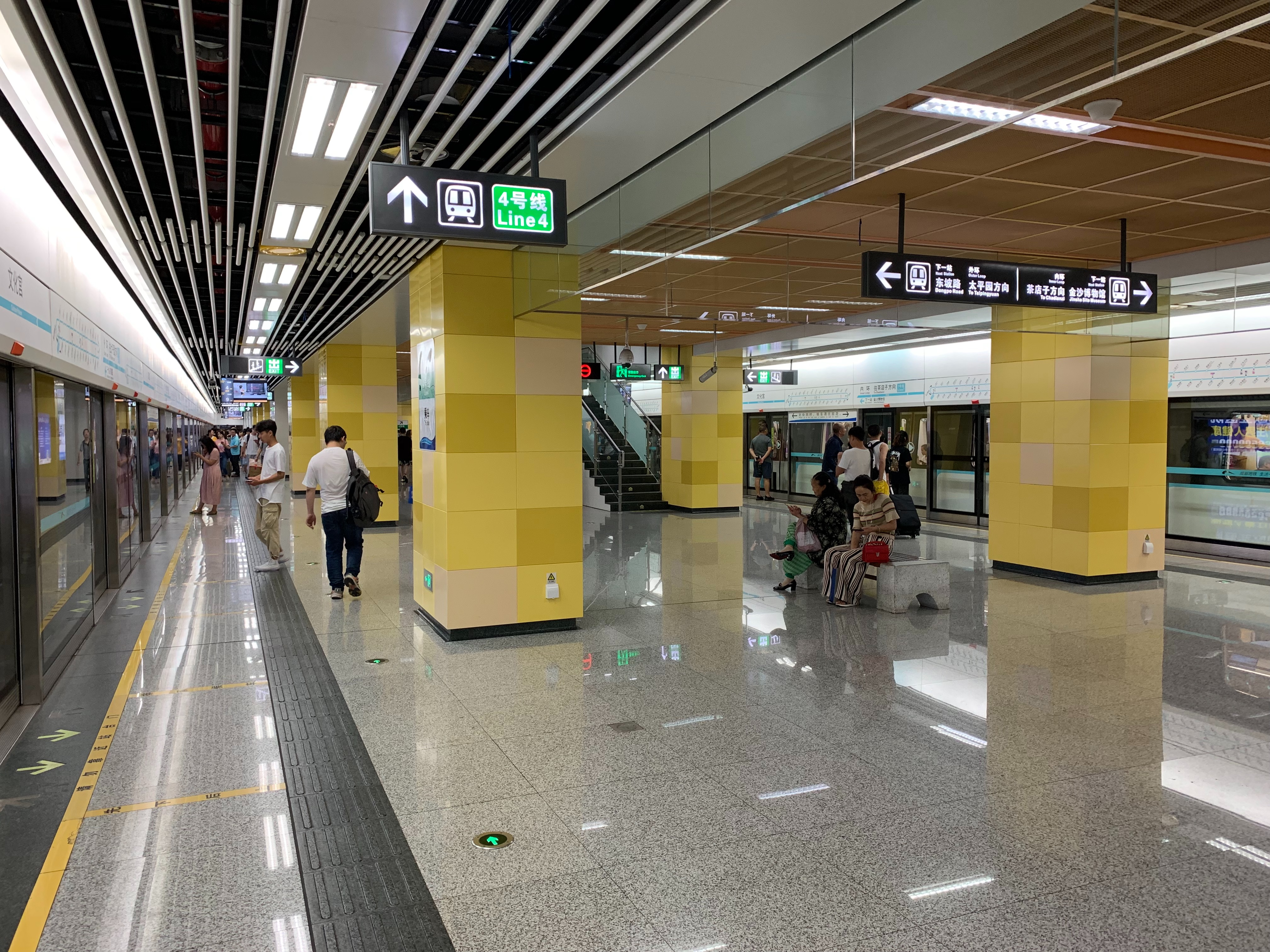
7号線ホーム
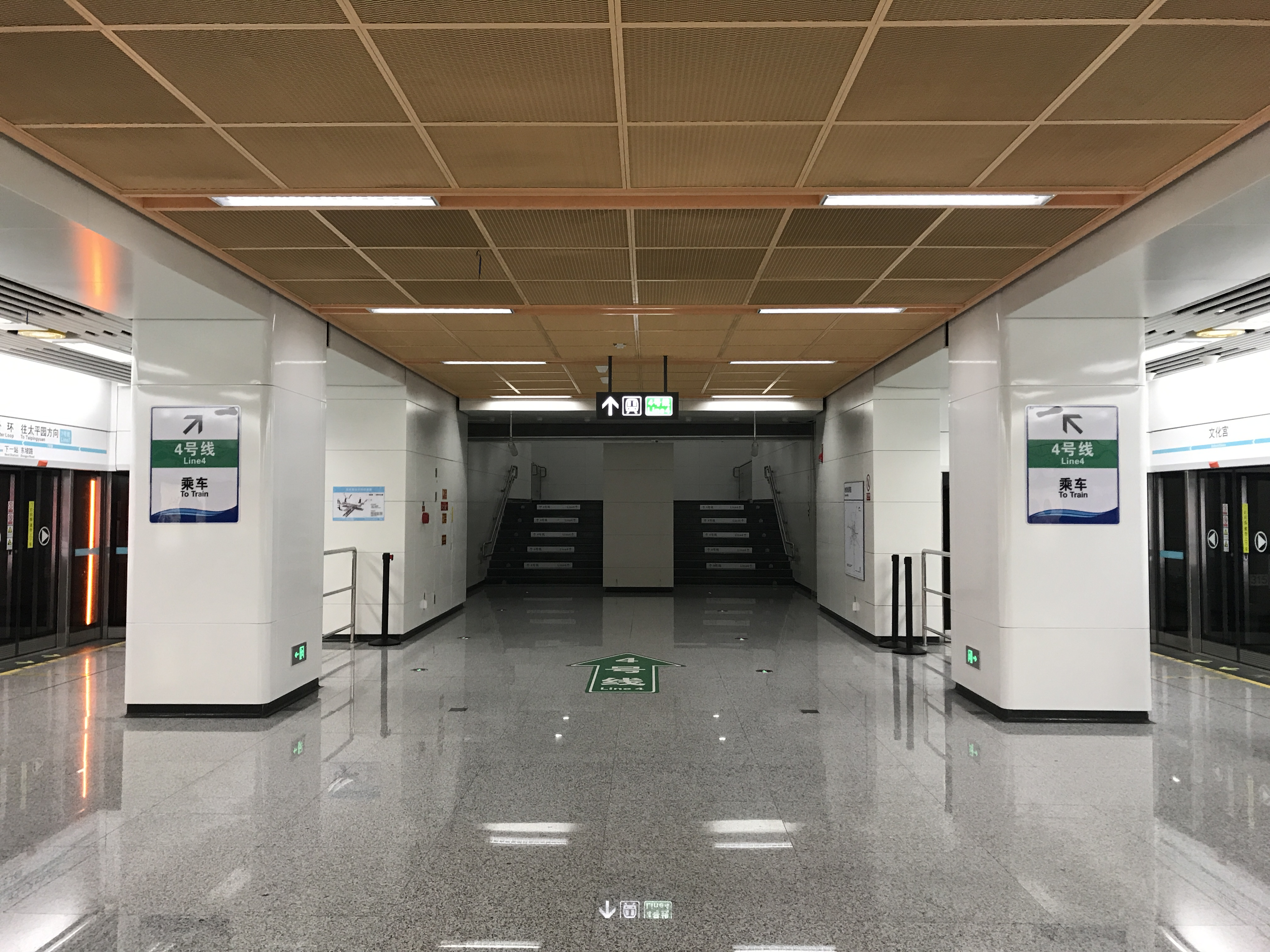
7号線ホーム - 4号線ホーム間の連絡通路

## 出入口

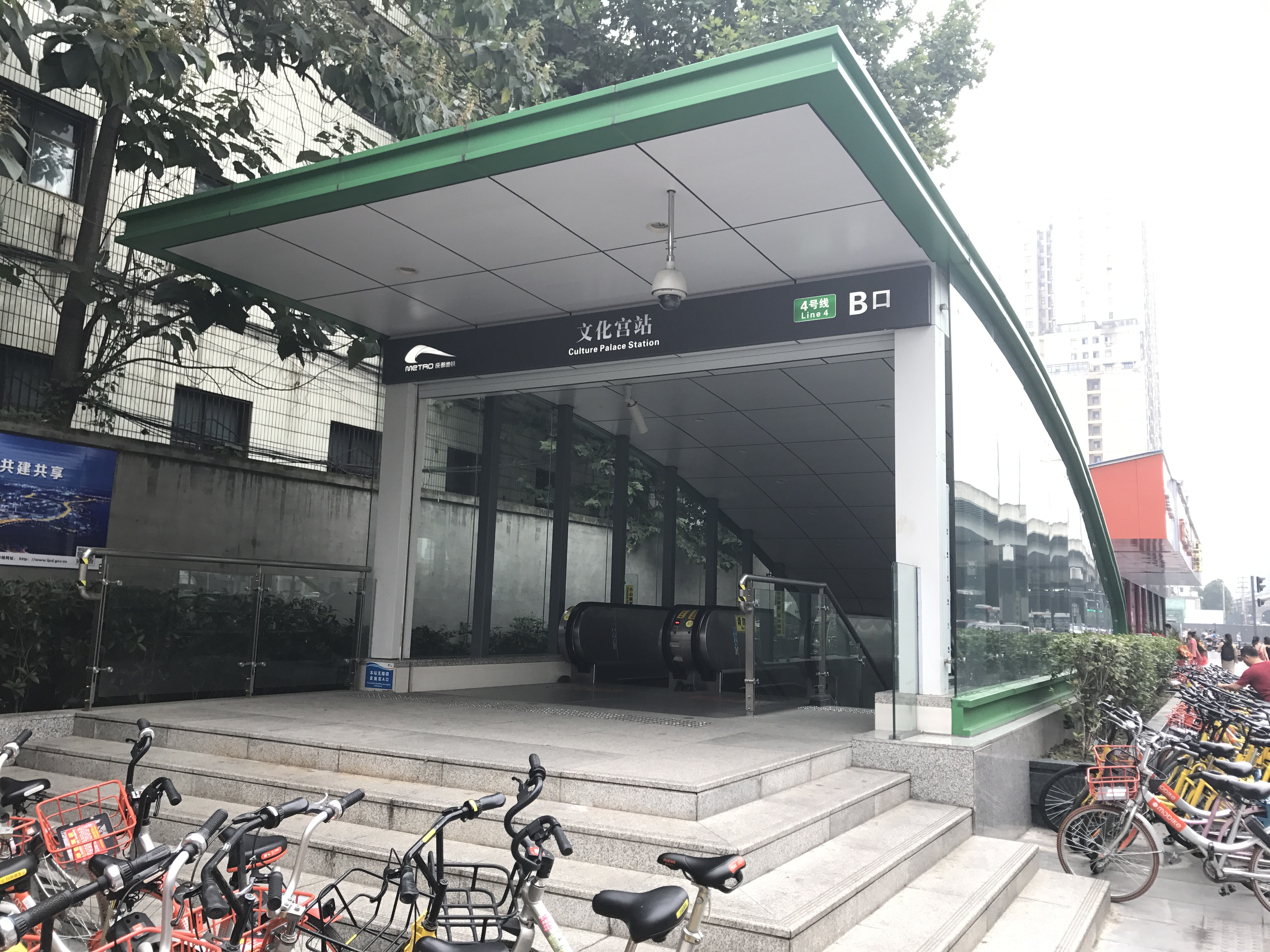
B出入口
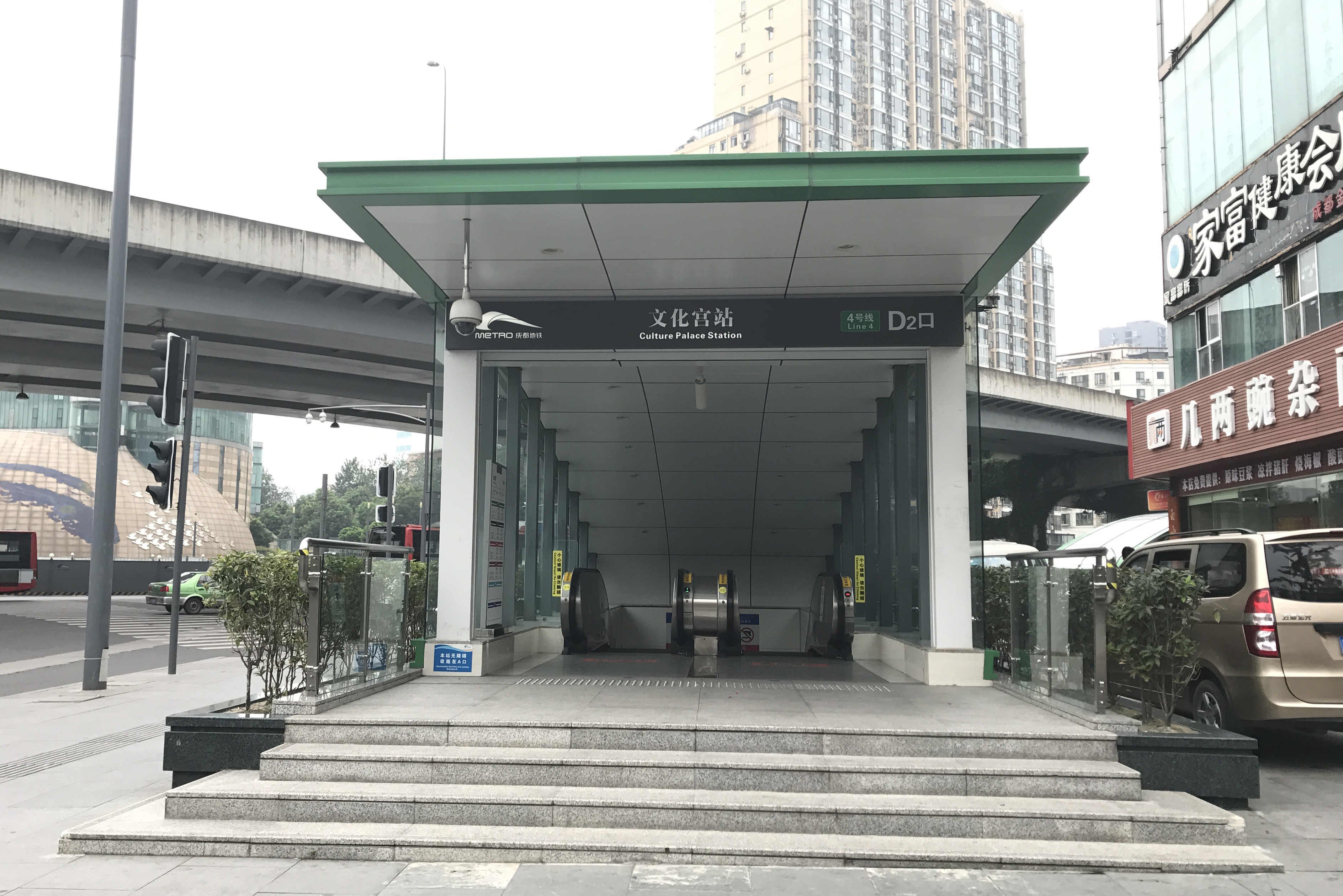
D2出入口

出入口は6つある。
|                                               |      |                |                            |
| 出入口番号                                    | 設備 | 場所           | 出入口付近                 |
| 出口 · A                                      |      | 清江中路       | 成都市労働人民文化宮       |
| 出口 · B                                      |      | 清江中路       | 西南財経大学光華キャンパス |
| 出口 · C · 1                                  |      | 中環青羊大道段 | 臥龍暁城                   |
| 出口 · C · 2                                  |      | 清江中路       | 金沙公交枢紐站             |
| 出口 · D · 1                                  |      | 清江中路       | 金沙銀座商城               |
| 出口 · D · 2                                  |      | 中環青羊大道段 | 成都金沙医院               |
| 注： エレベーター \| 車椅子の昇降台 \| トイレ |      |                |                            |

- B出入口
- D2出入口

## 隣の駅
成都地下鉄
■4号線
清江西路駅 - 文化宮駅  - 西南財大駅
■7号線
東坡路駅 - 文化宮駅  - 金沙博物館駅